# Les Engagés
Les Engagés ("De geëngageerden") is een Franstalige centristische politieke partij in België. De partij heette hiervoor van mei 2002 tot maart 2022 Centre démocrate humaniste (afgekort als cdH, "Humanistisch Democratisch Centrum"), waarin het modern humanisme centraal stond als ideologie. Voor 2002 heette zij Parti social chrétien (PSC, "Christelijke Sociale Partij") en had een christendemocratische signatuur.

## Geschiedenis
De partij werd opgericht op 18 augustus 1945 als de tweetalige Parti Social Chrétien/Christelijke Volkspartij (PSC/CVP).

### 1969-2002: Parti social chrétien (PSC)
Tussen 1968 en 1972 vond het scheidingsproces plaats tussen de Waalse en de Vlaamse afdeling van de partij (zie ook CD&V), dit door kwesties als Leuven Vlaams. De Parti social chrétien werd opgericht op 31 mei 1969 te Brussel als "een nieuwe democratische en progressieve volkspartij, die voor iedereen openstaat, op het christelijk humanisme steunt en op een autonome wijze de belangen van de Walen, de Franstaligen en de Duitstalige gemeenschap ter harte neemt". De eerste verkiezingen die de nieuwe partij aanvatte waren die van 1971.
In het midden jaren 90 van de 20e eeuw scheurt een deel van de partij rond Gérard Deprez zich af om een nieuwe politieke beweging te vormen, de Mouvement des Citoyens pour le Changement (MCC), die ondertussen is opgegaan in de MR.

### 2002-2022: Centre démocrate humaniste (cdH)
Bij de federale verkiezingen op 13 mei 1999 behaalde de PSC, met 16,8% van de stemmen in Wallonië, 10 zetels in de Kamer van volksvertegenwoordigers en 5 in de Senaat. Dit was een zwaar verlies ten opzichte van het resultaat van 1995, 22,5%. De partij zat van 1999 tot 2007 in de oppositie. Na de verkiezingen van 1999 werd Joëlle Milquet partijvoorzitster. Zij trachtte de partij een nieuw elan te geven met het nieuwe politieke concept van het ‘democratisch humanisme’, dat rond de notie ‘broederlijkheid’ (fraternité) de tegenstelling wilde overbruggen tussen vrijheid en verantwoordelijkheid enerzijds en gelijkheid en solidariteit anderzijds. Op 9 juni 2001 nam het partijcongres van de PSC het Charte de l'humanisme démocratique ("Handvest van het Democratisch Humanisme") aan. Op 18 mei 2002 leidde dit ertoe dat de naam Parti social chrétien (PSC) werd veranderd in Centre démocrate humaniste (cdH). Twee dagen later, op 20 mei, scheidden een aantal dissidenten in de partij zich af en richtten de Parti des Chrétiens Démocrates Francophones (CDF; "Partij van Franstalige Christendemocraten") op. Zij herkenden zich niet in een partij die zich niet meer expliciet christelijk noemde.
Bij de federale verkiezingen op 18 mei 2003 behaalde de cdH 8 zetels in de Kamer van volksvertegenwoordigers. In 2007 groeide dat aantal tot 10, in 2010 viel de partij terug op 9 zetels. Sinds december 2011 behoorde ze tot de meerderheid van de regering-Di Rupo. Bij de federale verkiezingen op 25 mei 2014 behaalde cdH eveneens 9 zetels in de Kamer.
Bij de Europese, federale en regionale verkiezingen van 26 mei 2019 leed het cdH een zware nederlaag. Haalde de partij bij de vorige verkiezingen doorgaans 15 procent, goed voor de positie van derde grootste partij in Franstalig België, dan hield de partij daar nu nog tien procent van over en was ze nog maar de vijfde partij van Franstalig België, waarbij ze de groene partij Ecolo en de marxistische PTB moest voorlaten. Als gevolg van dit slechte resultaat besliste cdH-voorzitter Maxime Prévot om zijn partij te laten herbronnen en startte hij in januari 2020 onder de noemer Il fera beau demain (morgen wordt het mooi weer) een reeks participatieve oefeningen op die de toekomst van het cdH moesten vormgeven.

### 2022-heden: Les Engagés
Op 12 maart 2022 riep cdH een partijcongres bijeen om te stemmen over de vernieuwing en de reorganisatie van de partij tot een participatieve burgerbeweging. Op deze vergadering werd de nieuwe naam van het cdH bekendgemaakt, Les Engagés. Daarnaast kreeg de partij een nieuw logo en een nieuw kleur, turquoise in plaats van oranje. In een toespraak kondigde voorzitter Maxime Prévot aan dat de partij een "resoluut centristische en progressieve" koers zou gaan varen, waarbij het concept regeneratie (de ontwikkeling van mens en aarde zonder de planeet uit te putten) centraal stond. De nieuwe koers van de partij werd vastgelegd in een nieuw manifest dat voortvloeide uit de herbronningsoperatie Il fera beau demain, dat op een partijcongres op 14 mei 2022 werd aangenomen.
Als burgers consulaties wel gebeurden, volgens VUB politoloog Thomas Legein is de partij niet echt een burgersbeweging en tegenover ligt er meer macht in de handen van de voorzitter. De partij heeft ook zijn ideologie met de raden van privaat consulting geadapteerd. Er is een debaat of de partij nog christen-democratisch is. Hij heeft de christen symbolen achtergelaten en plaatste zijn programmatische kenmerken op consensuele beleiden, zoals meer begroting voor de genezenheid of successiebelastigen verwijderen. De partij wilde een brede centrum coalitie vormen voor de 2024 verkieziengen met de sociale liberale Waalse vertegenswoordiger en stemkanon Jean-Luc Crucke van de MR en de partij DéFI. DéFI keurde de akkoord af en uiteindelijk verliet Jean-Luc Crucke de MR om een Les Engagés lid te worden. In deze processus van vernieuwing heeft de partij ook verschillende mensen uit de civiele maatschappij in de katholieke zuil en elders aangeworven: Elisabeth Degryse (Christelijke Mutualiteit), Vincent Blondel (rector UCLouvain), Jean-Jacques Cloquet (luchthaven Charleroi), Yves Coppieters (epidemioloog), die alle lijsttrekkers voor de juni 2024 verkiezingen waren. Deze verkiezingen waren een groot succes voor Les Engagés, met een kleine stijging in Brussel (van 7 tot 9,5%) en een enorme stijging in Wallonie (van 11 tot 20%). Deze resultaten kunnen door verschillende redenen uitleggen worden. Door zijn christelijke kenmerken te verwijderen heeft de partij meer stemmers die niet praktiserend katholiek waren. Hij heeft ook van de slechte prestatie van de PS, Ecolo en DéFI geniet. Door in de oppositie te blijven en met zijn hernieuwing krijde de partij weinig schulden. Hij heeft een heel efficient campagne gevoerd en met de beweging van Ecolo naar links en van de MR naar rechts was de ruimte voor een centrumrechts partij groter en ze hebben veel rijker en afgestudeerd kiezers aangeraakt.
Met deze resultaten kon de partij in in macht herkomen. Hij vormt een regering met de MR in Wallonië en in de Franse Gemeenschap (met Elisabeth Degryse als minister-president) en hij is in de onderhandelingen om in de regering in Brussel en in de federale niveau komen.

## Europese Unie
Les Engagés behoorde tot 2024 tot de Europese Volkspartij, samen met christendemocratische partijen als de CD&V in Vlaanderen, het CDA in Nederland en de CDU in Duitsland. Sinds de Europese Parlementsverkiezingen van 2024 behoort de partij echter tot de Europese Democratische Partij en zetelt ze in de fractie van Renew Europe, net zoals de historische liberale partij in Franstalig België, de MR.

## Belangrijkste partijfunctionarissen
- Nationaal voorzitter: Yvan Verougstraete
- Ondervoorzitters: Camille Maitrejean, Marie Jacqmin en Vanessa Matz
- Fractieleider Kamer van volksvertegenwoordigers: Aurore Tourneur
- Fractieleider Senaat: Anne-Catherine Goffinet
- Fractieleider Waals Parlement: Jean-Paul Bastin
- Fractieleider Parlement van de Franse Gemeenschap: Mathilde Vandorpe
- Fractieleider Brussels Hoofdstedelijk Parlement: Christophe De Beukelaer
- Fractieleider Franse Gemeenschapscommissie: Gladys Kazadi

## Voorzitters

### Voorzitters CVP-PSC
| Naam                                    | Periode                              | Opmerkingen |
| --------------------------------------- | ------------------------------------ | --- |
| August De Schryver                      | 19 augustus 1945 - 27 november 1949  | Verkozen op 19 augustus 1945. Herkozen op 14 juli 1946, 6 juli 1947 en 21 juni 1948. |
| François-Xavier van der Straten-Waillet | 27 november 1949 - 24 september 1950 | Verkozen op 27 november 1949. |
| Théo Lefèvre                            | 24 september 1950 - 27 mei 1961      | Verkozen op 24 september 1950. Herkozen op 9 december 1951, 29 juni 1952, 29 november 1953, 19 december 1954, 11 december 1955, 8 december 1956, 15 december 1957, 15 maart 1959, 6 maart 1960 en 18 december 1960. |
| Paul Vanden Boeynants                   | 27 mei 1961 - 30 april 1966          | Verkozen op 27 mei 1961. Herkozen op 3 december 1961, 9 december 1962, 15 december 1963, 21 februari 1965 en 19 december 1965.                                                                                      |
| Robert Houben                           | 30 april 1966 - 24 november 1972     | Verkozen op 30 april 1966. Herkozen op 19 februari 1967. |

### Voorzitters Franstalige vleugel CVP-PSC
| Naam             | Periode                              | Opmerkingen            |
| ---------------- | ------------------------------------ | ---------------------- |
| Augustin Roberti | 19 augustus 1945 - 24 september 1950 |                        |
| Paul Herbiet     | 24 september 1950 - 15 maart 1959    |                        |
| Léopold Derbaix  | 15 maart 1959 - 21 november 1964     |                        |
| Pierre Harmel    | 21 november 1964 - 28 juli 1965      |                        |
| Paul Herbiet     | 28 juli 1965 - 29 september 1965     | Waarnemend voorzitter. |
| Albert Parisis   | 29 september 1965 - 17 juni 1968     |                        |
| Victor Michel    | 17 juni 1968 - 18 juli 1968          | Waarnemend voorzitter. |
| Léon Servais     | 18 juli 1968 - 31 mei 1969           |                        |

### Voorzitters PSC
| Naam                      | Periode                          | Opmerkingen |
| ------------------------- | -------------------------------- | --- |
| Léon Servais              | 31 mei 1969 - 21 januari 1972    | Verkozen op 31 mei 1969, herkozen op 22 juni 1970.                                                                                               |
| José Desmarets            | 21 januari 1972 - 22 maart 1972  | Waarnemend voorzitter. |
| Charles-Ferdinand Nothomb | 22 maart 1972 - 19 oktober 1976  | Verkozen op 22 maart 1972, herkozen op 30 juli 1974.                                                                                             |
| Georges Gramme            | 19 oktober 1976 - 8 oktober 1977 | Waarnemend voorzitter. |
| Charles-Ferdinand Nothomb | 8 oktober 1977 - 3 april 1979    | Verkozen op 8 oktober 1977. |
| Charles Hanin             | 3 april 1979 - 8 oktober 1979    | Waarnemend voorzitter. |
| Paul Vanden Boeynants     | 8 oktober 1979 - 1 december 1981 | Verkozen op 8 oktober 1979. |
| Gérard Deprez             | 1 december 1981 - 29 maart 1996  | Waarnemend voorzitter tot 10 februari 1982. Verkozen op 10 februari 1982, herkozen op 28 januari 1985, 28 juni 1988, 28 mei 1991 en 7 juli 1994. |
| Charles-Ferdinand Nothomb | 29 maart 1996 - 19 juni 1998     | Verkozen op 29 maart 1996. |
| Philippe Maystadt         | 19 juni 1998 - 23 oktober 1999   | Verkozen op 19 juni 1998. |
| Joëlle Milquet            | 23 oktober 1999 - 18 mei 2002    | Verkozen op 23 oktober 1999. |

### Voorzitters cdH
| Naam           | Periode                            | Opmerkingen                                        |
| -------------- | ---------------------------------- | -------------------------------------------------- |
| Joëlle Milquet | 18 mei 2002 - 1 september 2011     | Herkozen op 15 september 2003 en 11 december 2009. |
| Benoît Lutgen  | 1 september 2011 - 26 januari 2019 | Herkozen op 14 september 2014.                     |
| Maxime Prévot  | 26 januari 2019 - 12 maart 2022    | Verkozen op 26 januari 2019.                       |

### Voorzitters Les Engagés
| Naam               | Periode                         | Opmerkingen                                            |
| ------------------ | ------------------------------- | ------------------------------------------------------ |
| Maxime Prévot      | 12 maart 2022 - 3 februari 2025 | Herkozen op 22 juni 2022.                              |
| Yvan Verougstraete | 3 februari 2025 - heden         | Eerst waarnemend, officieel verkozen op 13 april 2025. |

## Huidige politieke mandaten

### Europees niveau
In het Europees Parlement heeft Les Engagés een zetel:
- Yvan Verougstraete

### Federaal niveau

#### Uitvoerende macht
| Federale regering De Wever | Federale regering De Wever | Federale regering De Wever |
| Functie                    | Naam                       | Bevoegdheid |
| -------------------------- | -------------------------- | --- |
| Vicepremier                | Maxime Prévot              | Buitenlandse Zaken, Europese Zaken en Ontwikkelingssamenwerking                                                                                     |
| Minister                   | Jean-Luc Crucke            | Mobiliteit, Klimaat en Ecologische Transitie, belast met Duurzame Ontwikkeling                                                                      |
| Minister                   | Vanessa Matz               | Modernisering van de Overheid, belast met Overheidsbedrijven, Ambtenarenzaken, het Gebouwenbeheer van de Staat, Digitalisering en Wetenschapsbeleid |

#### Wetgevende macht

##### Kamer van volksvertegenwoordigers
Les Engagés heeft 14 zetels in de Kamer van volksvertegenwoordigers:
- Simon Dethier
- Xavier Dubois
- Luc Frank
- Jean-François Gatelier
- Isabelle Hansez
- Pierre Kompany
- Stéphane Lasseaux
- Marc Lejeune
- Benoît Lutgen
- Julien Matagne
- Ismaël Nuino
- Anne Pirson
- Carmen Ramlot
- Aurore Tourneur (fractievoorzitter)

##### Senaat
Les Engagés levert vijf senatoren:
- Vincent Blondel
- Caroline Desalle
- Elhadj Moussa Diallo
- Anne-Catherine Goffinet (fractievoorzitter)
- Marie-Claire Mvumbi

### Waals Gewest

#### Uitvoerende macht
| Waalse regering Dolimont | Waalse regering Dolimont | Waalse regering Dolimont |
| Functie                  | Naam                     | Bevoegdheid |
| ------------------------ | ------------------------ | --- |
| Viceminister-president   | François Desquesnes      | Ruimtelijke Ordening, Bedrijfsterreinen, Openbare Werken, Mobiliteit, Verkeersveiligheid en Lokale Besturen                       |
| Minister                 | Yves Coppieters          | Gezondheid, Leefmilieu, Sociale Economie, Sociale Actie, Handicap, Armoedebestrijding, Gezinnen, Gelijke Kansen en Vrouwenrechten |
| Minister                 | Valérie Lescrenier       | Toerisme, Erfgoed en Infrastructuur van de Kinderopvang                                                                           |

#### Wetgevende macht
In het Waals Parlement telt Les Engagés 17 zetels:
- Christophe Bastin
- Jean-Paul Bastin (fractievoorzitter)
- Pascal Baurain
- Vincent Blondel
- Jean-Jacques Cloquet
- Olivier de Wasseige
- Caroline Desalle
- Benoît Dispa
- Sophie Fafchamps
- Anne-Catherine Goffinet
- Armelle Gysen
- François Huberty
- Loïc Jacob
- Marie Jacqmin
- Geneviève Lazaron
- Loris Resinelli
- Mathilde Vandorpe

### Franse Gemeenschap

#### Uitvoerende macht
| Franse Gemeenschapsregering Degryse | Franse Gemeenschapsregering Degryse | Franse Gemeenschapsregering Degryse                                                                                 |
| Functie                             | Naam                                | Bevoegdheid |
| ----------------------------------- | ----------------------------------- | --- |
| Minister-president                  | Elisabeth Degryse                   | Begroting, Hoger Onderwijs, Schoolgebouwen, Cultuur, Permanente Vorming, Internationale Betrekkingen en Francofonie |
| Minister                            | Valérie Lescrenier                  | Kinderdagverblijf, Jeugd en Jeugdhulp                                                                               |
| Minister                            | Yves Coppieters                     | Gezondheid, Gelijke Kansen en Vrouwenrechten                                                                        |

#### Wetgevende macht
Les Engagés heeft 19 mandatarissen in het Parlement van de Franse Gemeenschap:
- Christophe Bastin
- Jean-Paul Bastin
- Pascal Baurain
- Vincent Blondel
- Jean-Jacques Cloquet
- Olivier de Wasseige
- Alain Deneef
- Caroline Desalle
- Benoît Dispa
- Sophie Fafchamps
- Anne-Catherine Goffinet
- Armelle Gysen
- François Huberty
- Loïc Jacob
- Marie Jacqmin
- Stéphanie Lange
- Geneviève Lazaron
- Loris Resinelli
- Mathilde Vandorpe (fractievoorzitter)

### Brussels Hoofdstedelijk Gewest

#### Wetgevende macht
Les Engagés beschikt over acht zetels in het Brussels Hoofdstedelijk Parlement:
- Sofia Bennani
- Marie Cruysmans
- Christophe De Beukelaer (fractievoorzitter)
- Alain Deneef
- Elhadj Moussa Diallo
- Gladys Kazadi
- Mounir Laarissi
- Stéphanie Lange

### Lokaal niveau

#### Provincieraadsleden
- Yves André
- Baptiste Antoine
- Astrid Bastin
- Thierry Bataille
- Etienne Bertrand
- Coralie Bonnet
- Carine Bonjean-Paquay
- Philippe Bontemps
- Carl Cambron
- Camille Castaigne
- Marie-Céline Chenoy
- Antonin Collinet
- Laurence Daffe
- Isabelle De Pourcq
- Gauthier de Sauvage
- Elie Deblire
- Roland Déom
- Marie Depraetere
- Pauline Desambre
- Guillaume Dheur
- Cédric du Monceau
- Natacha Duroisin
- Philippe Duvivier
- Serge Ernst
- Vinciane Gigi
- Christophe Gilon
- Benjamin Goes
- Olivier Gravy
- Marie-Eve Hannard
- Marie-Eve Hubermont
- Martine Huet
- Laurence Jamagne
- Isabelle Joiret
- Ferdinand Jolly
- Maha Karim-Hosselet
- Marc Kerger
- François Kinard
- Christiane Kirsch
- Dorothée Klein
- Christine Laurent
- David Lavaux
- Jean-Denis Lejeune
- Luc Lejeune
- Maxime Léonet
- Mélanie Leponce
- Lyseline Louvigny
- Jean-Marie Meyer
- Isabelle Michel
- Manon Mogenet
- Jean-Luc Mosseray
- Michel Mullens
- Séverine Oleffe
- Véronique Petit
- Vinciane Pirmolin
- Lionel Pistone
- Pierre Rondiat
- Laurie Spineux
- Gianni Tabbone
- Anne-Sophie Tandel
- Pascal Van Gysel
- Michaël Van Hooland
- Olivier Vanham
- Marine Winand

#### Gedeputeerden
Les Engagés levert volgende gedeputeerden:
- Etienne Bertrand
- Coralie Bonnet
- Benjamin Goes
- Marie-Eve Hannard
- Isabelle Joiret
- David Lavaux
- Luc Lejeune

#### Burgemeesters
Les Engagés levert 67 burgemeesters in de 271 Franstalige (252 Waalse en 19 Brusselse) gemeenten in België:
- Vincent Magnus (Aarlen)
- Hadrien Polain (Anderlues)
- Pierre Rondiat (Anhée)
- Luc Quirynen (Attert)
- François Kinard (Aubange)
- Nathalie Thönnissen (Baelen)
- Benoît Lutgen (Bastenaken)
- Bruno Lambert (Beaumont)
- Marc Lejeune (Beauraing)
- Alain Happaerts (Berloz)
- Valérie Hiance (Bitsingen)
- Xavier Lisein (Braives)
- Isabelle Liégeois (Brugelette)
- Philippe Barras (Chaumont-Gistoux)
- Damien Wathelet (Clavier)
- Patricia Poncin (Daverdisse)
- Carlo Di Antonio (Dour)
- Philippe Bontemps (Durbuy)
- Sébastien Deschamps (Ecaussinnes)
- Marc Vanderstichelen (Edingen)
- Alexandre Boitte (Elzele)
- Jonathan Delespinette (Erquelinnes)
- Aurore Tourneur (Estinnes)
- Geoffrey Chetter (Fauvillers)
- Christelle Plomteux (Fernelmont)
- Thierry Ancion (Fléron)
- Antonin Collinet (Florennes)
- Philippe Vautard (Floreffe)
- Camille Maitrejean (Florenville)
- Jean-Paul Van Laethem (Ganshoren)
- Benoît Dispa (Gembloers)
- Julien Matagne (Gerpinnes)
- Véronique Léonard-Dutroux (Gouvy)
- Catherine Mathelin (Herbeumont)
- Matthieu Lemiez (Honnelles)
- Josette Deville (Houffalize)
- Claire Vandevivere (Jette)
- Christine Servaes (Juprelle)
- Mathieu Périn (Les Bons Villers)
- André Samray (Lierneux)
- Steven Royez (Lobbes)
- Jean-Paul Bastin (Malmedy)
- Anne Mottet (Manhay)
- Nicolas Gregoire (Marche-en-Famenne)
- Christiane Kirsch (Messancy)
- Yves Delforge (Mettet)
- Ann Cloet-Faingnaert (Moeskroen)
- Charlotte Bazelaire (Namen, waarnemend)
- Marc Quirynen (Nassogne)
- François Huberty (Neufchâteau)
- Bernard De Ro (Nijvel)
- Christophe Gilon (Ohey)
- Christophe Bastin (Onhaye)
- Carmen Ramlot (Rouvroy)
- Michel Casterman (Rumes)
- Olivier Bordon (Sambreville)
- Francis Dejon (Saint-Georges-sur-Meuse)
- Vinciane Gigi (Saint-Léger)
- Christian Lamouline (Sint-Agatha-Berchem)
- Benoît Cerexhe (Sint-Pieters-Woluwe)
- Jean-François Gatelier (Sivry-Rance)
- Nicolas Charlier (Tenneville)
- Alice Jacquinet (Thimister-Clermont)
- Elie Deblire (Vielsalm)
- Arnaud Allard (Vresse-sur-Semois)
- Xavier Dubois (Walhain)
- Benoît Thoreau (Waver)